# Влада Милоша Минића
Влада Милоша Минића је била треће Извршно веће Народне Републике Србије. Формирана је 6. априла 1957. и трајала је до 9. јуна 1962. године.

## Састав Владе
| Функција                    | Слика | Име и презиме          | Странка                     | Детаљи                      |
| --------------------------- | ----- | ---------------------- | --------------------------- | --------------------------- |
| Председник Извршног већа    |       | Милош Минић            | СК Југославије              |                             |
| потпредседник               |       | Слободан Пенезић Крцун | СК Југославије              |                             |
| потпредседник               |       | Михаило Швабић         | СК Југославије              |                             |
| потпредседник               |       | Спасенија Цана Бабовић | СК Југославије              |                             |
| Секретари                   |       |                        |                             |                             |
| Секретар унутрашњих послова |       | Војин Лукић            | СК Југославије              |                             |
| Секретар за просвету        |       |                        |                             | на функцији је био до 1958. |
| Секретар за просвету        |       | Драгослав Марковић     | СК Југославије              | на функцији је био од 1958. |
| Секретар комуналних послова |       | Геза Тиквицки          | СК Југославије              | на функцији је био до 1958. |
| Секретар комуналних послова |       |                        | на функцији је био од 1958. |                             |
| Секретар за информисање     |       |                        |                             | на функцији је био до 1960. |
| Секретар за информисање     |       | Раденко Броћић         | СК Југославије              | на функцији је био од 1960. |
|                             |       | Драгослав Мутаповић    | СК Југославије              | на функцији је био од 1958. |
|                             |       | Раденко Броћић         | СК Југославије              | на функцији је био до 1958. |